# Cycas mindanaensis
Cycas mindanaensis — вид саговників, ендемік Мінданао, Філіппіни.